# Buodias ruficoxis
Buodias ruficoxis là một loài tò vò trong họ Ichneumonidae.